# Remise de gaz
Pour les articles homonymes, voir Dépassement (homonymie) et Overshoot (homonymie).
 (septembre 2012).
Si vous disposez d'ouvrages ou d'articles de référence ou si vous connaissez des sites web de qualité traitant du thème abordé ici, merci de compléter l'article en donnant les références utiles à sa vérifiabilité et en les liant à la section « Notes et références ».

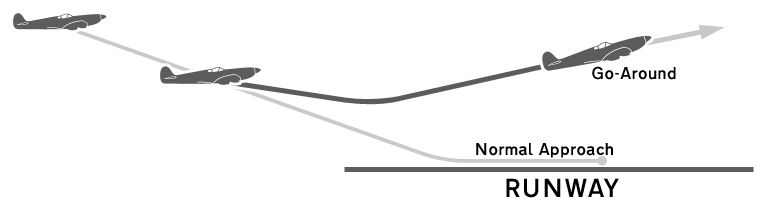
Remise de gaz

Remettre les gaz est l'action, pour le pilote d'un avion de replacer la manette de gaz ou de poussée à fond en avant (ou à la puissance de décollage) à partir du ralenti ou de la puissance d'approche. 
La procédure de remise de gaz est l'interruption de l'atterrissage d'un avion en approche finale qui repart pour un nouveau tour de piste (procédure appelée « Go-around » en anglais) ou un déroutement. Elle intervient sur initiative du pilote ou de la tour de contrôle, quand l'atterrissage n'est pas possible :
- quand l'avion n'a pas reçu l'autorisation d'atterrir (par exemple s'il y a encore un autre avion sur la piste) ;
- à cause d'une approche instable (hauteur ou vitesse trop élevées, appareil trop écarté de l'axe de piste, rafales ou cisaillement de vent) ;
- ou, en vol aux instruments, quand les conditions météorologiques ne permettent d'apercevoir la piste à la hauteur de décision.

Elle est aussi pratiquée sur ordre de l'instructeur dans le cadre de la formation d'un élève-pilote, ou pour entraînement
.
Quand le pilote remet les gaz pour redécoller après avoir touché la piste, mais avant que l'avion ne soit arrêté, on parle de posé-décollé (touch and go).

## Procédure de remise de gaz
Pour la plupart des avions, elle consiste à :
1. augmenter l'assiette (tirer sur le manche pour faire cabrer l'appareil et le faire remonter) ;
2. augmenter la puissance moteur au maximum (plein gaz) ; si l'appareil est muni d'un carburateur, poussée du réchauffage carburateur.
3. remettre les volets en position de décollage dès que l'avion reprend de l'altitude.